# Sistema horari italià de sis hores

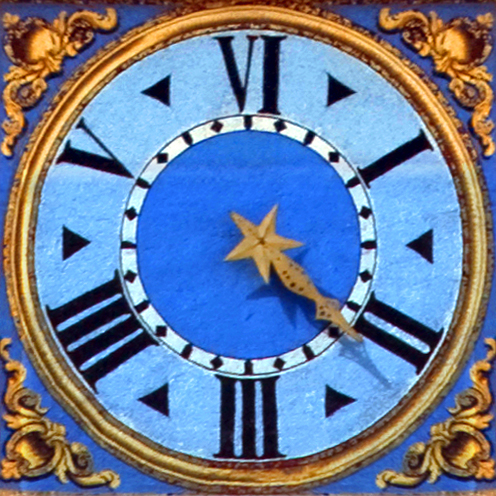
Rellotge de sis hores del Palau del Quirinal de Roma.

El sistema horari de 6 hores, també conegut com a la italiana (o a la romana) és una convenció per mesurar el temps, segons la qual el dia es compta des de l'Avemaria del vespre (aproximadament una mitja hora després de l'ocàs, quan acaba el crepuscle) fins al successiu de l'endemà, i es divideix en quatre períodes de sis hores.
Aquesta manera de mesurar el temps va ésser adoptada per l'Església Catòlica al segle xiii i va romandre vigent a Itàlia fins a la Invasió napoleònica de Itàlia a inicis del segle xix, quan les tropes de Napoleó Bonaparte van imposar el sistema horari actual de 12 hores.

## Característiques
Aquests rellotges mostren un tipus de esfera de rellotge que només arriba fins a les sis en punt. Es troben principalment a Itàlia, particularment al Laci, en rellotges instal·lats en edificis religiosos i públics del segle XVI al segle xix.
El dial té sis números (generalment números romans) disposats en el sentit de les agulles del rellotge, amb el 6 col·locat a la part superior. Té una sola busca, que completa quatre girs al dia, dividint així una jornada completa en quatre intervals de sis hores. La tradició d'hores itàliques comença el compte horari aproximadament mitja hora després del capvespre. En un rellotge de sis hores, la busca es col·loca al número 6 en aquell moment. Amb aquest funcionament, la seva correspondència amb l'alba, el migdia o la mitjanit depèn de l'estació. Un rellotge d'aquest tipus s'ha d'ajustar periòdicament amb el crepuscle.
El sistema horari itàlic que inicia el dia mitja hora després de la posta del sol, va ser introduït per l'Església catòlica al segle xiii i després es va estendre per tota la península itàlica, gaudint de particular èxit als Estats Pontificis. Els primers rellotges mecànics mostraven dials dividides en vint-i-quatre parts, sonant cada hora els seus corresponents tocs de campana. Els rellotges de sis hores apareixen cap al segle XVI com a simplificació dels de 24, requerint menys tocs de campana i un mecanisme més simple i fàcil de llegir. Durant la Campanya d'Itàlia (1800) de Napoleó Bonaparte a començaments del segle XIX, una gran part dels rellotges de 6 hores existents van ser substituïts per rellotges de dotze hores com els actuals.

## Rellotges de sis hores

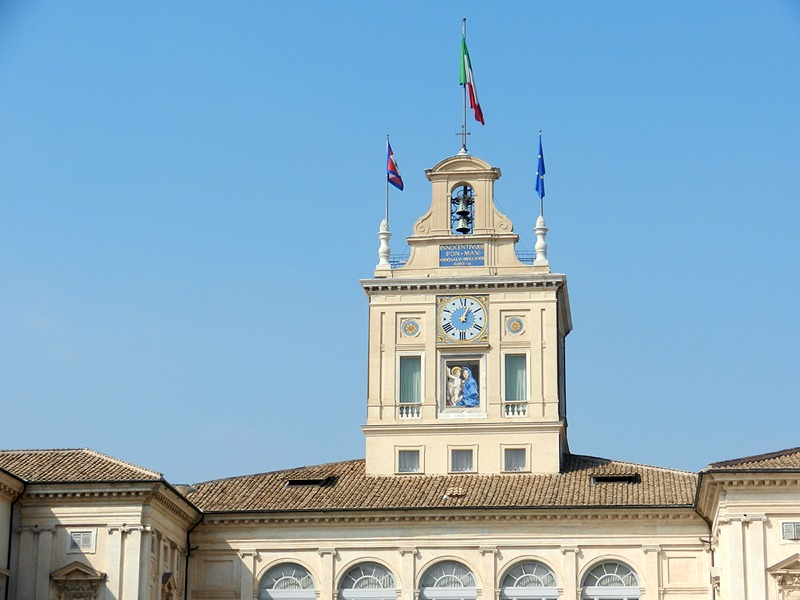
Rellotge del Palau del Quirinal, a Roma

Llista dels rellotges de sis hores coneguts, visibles a campanars, façanes d'esglésies, torres i palaus, presents sobretot en territori italià. La llista es presenta en ordre alfabètic per regions.

### Abruços (7)
| Ciutat / Província                | Lloc                               | Coordenades                                                | Foto 1 | Foto 2 |
| --------------------------------- | ---------------------------------- | ---------------------------------------------------------- | ------ | ------ |
| Civitella Alfedena L'Aquila       | Madonna del Carmine                | 41° 45′ 55.4″ N, 13° 56′ 29.7″ E / 41.765389°N,13.941583°E |        |        |
| Fontecchio L'Aquila               | Torre dell'Orologio                | 42° 13′ 46″ N, 13° 36′ 20″ E / 42.22944°N,13.60556°E       |        |        |
| Montereale L'Aquila               | Torre Cívica                       | 42° 31′ 21.1″ N, 13° 14′ 44.6″ E / 42.522528°N,13.245722°E |        |        |
| Paganica L'Aquila                 | Madonna del Presepe o del Castello | 42° 21′ 32.5″ N, 13° 28′ 23″ E / 42.359028°N,13.47306°E    |        |        |
| Poggio Cinolfo (Carsoli) L'Aquila | Santa Maria Assunta                | 42° 06′ 36.7″ N, 13° 03′ 05.4″ E / 42.110194°N,13.051500°E |        |        |
| Musellaro (Bolognano) Pescara     | Santa Maria del Balzo              | 42° 11′ 28.2″ N, 13° 57′ 09.4″ E / 42.191167°N,13.952611°E |        |        |
| Pietracamela Teramo               | San Giovanni Battista              | 42° 31′ 23″ N, 13° 33′ 09″ E / 42.52306°N,13.55250°E       |        |        |

### Basilicata (3)
| Ciutat/Poble | Lloc                   | Província | Coordenades                                             | Foto 1 | Foto 2 |
| ------------ | ---------------------- | --------- | ------------------------------------------------------- | ------ | ------ |
| Acerenza     | Torre llombarda        | Potenza   | 40° 47′ 48.4″ N, 15° 56′ 23″ E / 40.796778°N,15.93972°E |        |        |
| Cancellara   | Chiesetta di San Rocco | Potenza   | 40° 43′ 55″ N, 15° 55′ 25.3″ E / 40.73194°N,15.923694°E |        |        |
| Melfi        | Castell de Melfi       | Potenza   | 40° 59′ 54″ N, 15° 39′ 12″ E / 40.99833°N,15.65333°E    |        |        |

### Campània (36)
| Ciutat/Poble                               | Lloc                                                                                   | Província | Coordenades                                                    | Foto 1 | Foto 2 |
| ------------------------------------------ | -------------------------------------------------------------------------------------- | --------- | -------------------------------------------------------------- | ------ | ------ |
| Purgatorio (Avella)                        | Església de San Ciro                                                                   | Avellino  | 40° 57′ 07.8″ N, 14° 35′ 26.9″ E / 40.952167°N,14.590806°E     |        |        |
| Amorosi                                    | Església de San Michele Arcangelo - rellotge 1                                         | Benevent  | 41° 12′ 11″ N, 14° 27′ 43″ E / 41.20306°N,14.46194°E           |        |        |
| Amorosi                                    | Església de San Michele Arcangelo - rellotge 2                                         | Benevent  | 41° 12′ 11″ N, 14° 27′ 43″ E / 41.20306°N,14.46194°E           |        |        |
| Ceppaloni                                  | Església de San Nicola Vescovo                                                         | Benevent  | 41° 02′ 48″ N, 14° 45′ 32″ E / 41.04667°N,14.75889°E           |        |        |
| Fragneto l'Abate                           | Casa privada a Vico Orologio                                                           | Benevent  | 41° 15′ 35.9″ N, 14° 47′ 07″ E / 41.259972°N,14.78528°E        |        |        |
| Luzzano, fracció de Moiano                 | Església de San Nicola Magno                                                           | Benevent  | 41° 04′ 06″ N, 14° 32′ 01″ E / 41.06833°N,14.53361°E           |        |        |
| Paduli                                     | Església de San Bartolomeo                                                             | Benevent  | 41° 09′ 52″ N, 14° 52′ 48″ E / 41.16444°N,14.88000°E           |        |        |
| San Bartolomeo in Galdo                    | Chiesa dell'Annunziata                                                                 | Benevent  | 41° 24′ 33″ N, 15° 00′ 52.5″ E / 41.40917°N,15.014583°E        |        |        |
| San Marco dei Cavoti                       | Església del Carmine                                                                   | Benevent  | 41° 18′ 29.5″ N, 14° 52′ 33.5″ E / 41.308194°N,14.875972°E     |        |        |
| Santa Croce del Sannio                     | Església de Sant Sebastià                                                              | Benevent  | 41° 23′ 14″ N, 14° 43′ 59″ E / 41.38722°N,14.73306°E           |        |        |
| Caiazzo                                    | Església de l'Immaculada                                                               | Caserta   | 41° 10′ 38″ N, 14° 22′ 04″ E / 41.17722°N,14.36778°E           |        |        |
| Carinola (frazione Casanova)               | Església de San Pietro Apostolo                                                        | Caserta   | 41° 11′ 43.9″ N, 13° 57′ 44.7″ E / 41.195528°N,13.962417°E     |        |        |
| Casola di Caserta                          | Església de San Lorenzo Martire                                                        | Caserta   | 41° 05′ 40.5″ N, 14° 21′ 09″ E / 41.094583°N,14.35250°E        |        | ]      |
| Cesa                                       | Església de San Cesario                                                                | Caserta   | 40° 57′ 51″ N, 14° 13′ 49″ E / 40.96417°N,14.23028°E           |        |        |
| Santa Maria a Vico                         | Villa Puoti                                                                            | Caserta   | 41° 01′ 37″ N, 14° 27′ 52.6″ E / 41.02694°N,14.464611°E        |        |        |
| Anacapri                                   | Església de Santa Sofia                                                                | Nàpols    | 40° 33′ 15″ N, 14° 13′ 02.5″ E / 40.55417°N,14.217361°E        |        |        |
| Calvizzano                                 | Església de Santa Maria delle Grazie - rellotge 1                                      | Nàpols    | 40° 54′ 21″ N, 14° 11′ 35.5″ E / 40.90583°N,14.193194°E        |        |        |
| Calvizzano                                 | Església de Santa Maria delle Grazie - rellotge 2                                      | Nàpols    | 40° 54′ 21″ N, 14° 11′ 35.5″ E / 40.90583°N,14.193194°E        |        |        |
| Massa Lubrense, Sant'Agata sui Due Golfi   | Església de Santa Maria delle Grazie                                                   | Nàpols    | 40° 36′ 29″ N, 14° 22′ 24.6″ E / 40.60806°N,14.373500°E        |        |        |
| Nàpols                                     | Basílica de Santa Maria della Sanità                                                   | Nàpols    | 40° 51′ 34.5″ N, 14° 14′ 57.8″ E / 40.859583°N,14.249389°E     |        |        |
| Nàpols                                     | Certosa di San Martino. Rellotge al Gran Claustre                                      | Nàpols    | 40° 50′ 34.7″ N, 14° 14′ 29.3″ E / 40.842972°N,14.241472°E     |        |        |
| Nàpols                                     | Chiesa dei Girolamini. Rellotge al campanar esquerre                                   | Nàpols    | 40° 51′ 06″ N, 14° 15′ 31″ E / 40.85167°N,14.25861°E           |        |        |
| Nàpols                                     | Chiesa dei Girolamini: Claustre gran o degli aranci                                    | Nàpols    | 40° 51′ 09″ N, 14° 15′ 30.3″ E / 40.85250°N,14.258417°E        |        |        |
| Nàpols                                     | Església de Santa Maria del Soccorso all'Arenella - Rellotge esquerra                  | Nàpols    | 40° 51′ 14″ N, 14° 13′ 50″ E / 40.85389°N,14.23056°E           |        |        |
| Nàpols                                     | Església de Santa Maria del Soccorso all'Arenella - Rellotge dreta                     | Nàpols    | 40° 51′ 14″ N, 14° 13′ 50″ E / 40.85389°N,14.23056°E           |        |        |
| Nàpols                                     | Església de Santa Maria di Montesanto                                                  | Nàpols    | 40° 50′ 51″ N, 14° 14′ 45″ E / 40.84750°N,14.24583°E           |        |        |
| Nàpols                                     | Palazzo del Conservatorio dello Spirito Santo. Universitat Federico II, al pati intern | Nàpols    | 40° 50′ 48.5″ N, 14° 14′ 56″ E / 40.846806°N,14.24889°E        |        |        |
| Nàpols                                     | Façana lateral de l'església del Gesù Nuovo                                            | Nàpols    | 40° 50′ 53″ N, 14° 15′ 08″ E / 40.84806°N,14.25222°E           |        |        |
| Nàpols - Posillipo                         | Església de Santo Strato                                                               | Nàpols    | 40° 48′ 15.8″ N, 14° 11′ 35.4″ E / 40.804389°N,14.193167°E     |        |        |
| Visciano                                   | Eremo di Santa Maria degli Angeli (Convent dels Camaldoli)                             | Nàpols    | 40° 55′ 4.5″ N, 14° 34′ 02″ E / 40.917917°N,14.56722°E         |        |        |
| Bracigliano                                | Església de San Giovanni Battista                                                      | Salern    | 40° 49′ 27.5″ N, 14° 42′ 32″ E / 40.824306°N,14.70889°E        |        |        |
| Felitto                                    | Casa al nucli històric                                                                 | Salern    | 40° 22′ 26.9″ N, 15° 14′ 29.7″ E / 40.374139°N,15.241583°E     |        |        |
| Rofrano                                    | Església de Sant’Anna                                                                  | Salern    | 40° 12′ 41.53″ N, 15° 25′ 37.38″ E / 40.2115361°N,15.4270500°E |        |        |
| Rutino                                     | Església de San Michele Arcangelo                                                      | Salern    | 40° 17′ 59.5″ N, 15° 04′ 33.4″ E / 40.299861°N,15.075944°E     |        |        |
| Sarno                                      | Església de San Francesco                                                              | Salern    | 40° 48′ 52″ N, 14° 37′ 12″ E / 40.81444°N,14.62000°E           |        |        |
| Sieti Basso, fracció de Giffoni Sei Casali | Palazzo Fortunato                                                                      | Salern    | 40° 44′ 25″ N, 14° 54′ 14″ E / 40.74028°N,14.90389°E           |        |        |

### Emília Romanya (18)
| Ciutat/Poble             | Lloc                                                                        | Província          | Coordenades                                                    | Foto 1 | Foto 2 |
| ------------------------ | --------------------------------------------------------------------------- | ------------------ | -------------------------------------------------------------- | ------ | ------ |
| Bolonya                  | Basílica de San Domenico (a l'intern, transepte lateral dret)               | Bolonya            | 44° 29′ 23″ N, 11° 20′ 38″ E / 44.48972°N,11.34389°E           |        |        |
| Bolonya                  | Basílica de San Domenico (a l'intern, en el corredor annex a la biblioteca) | Bolonya            | 44° 29′ 23″ N, 11° 20′ 38″ E / 44.48972°N,11.34389°E           |        |        |
| Bologna                  | San Giovanni in Monte (Sagristia)                                           | Bolonya            | 44° 29′ 27″ N, 11° 54′ 38″ E / 44.49083°N,11.91056°E           |        |        |
| Crespellano - Calcara    | Villa Bianconi Rusconi Bassi                                                | Bolonya            | 44° 32′ 25.5″ N, 11° 07′ 43.3″ E / 44.540417°N,11.128694°E     |        |        |
| Zola Predosa             | Palazzo Albergati - Rellotge NE                                             | Bolonya            | 44° 30′ 17.97″ N, 11° 13′ 30.36″ E / 44.5049917°N,11.2251000°E |        |        |
| Zola Predosa             | Palazzo Albergati - Rellotge SO                                             | Bolonya            | 44° 30′ 17.97″ N, 11° 13′ 30.36″ E / 44.5049917°N,11.2251000°E |        |        |
| Zola Predosa             | Palazzo Albergati - Rellotge intern                                         | Bolonya            | 44° 30′ 17.97″ N, 11° 13′ 30.36″ E / 44.5049917°N,11.2251000°E |        |        |
| Ferrara                  | Monastero di Sant'Antonio in Polesine (intern de l'església)                | Ferrara            | 44° 49′ 38″ N, 11° 37′ 26.3″ E / 44.82722°N,11.623972°E        |        |        |
| Portico di Romagna       | Torre dell'orologio                                                         | Forlì-Cesena       | 44° 01′ 31.5″ N, 11° 46′ 57.6″ E / 44.025417°N,11.782667°E     |        |        |
| Bagnacavallo             | Teatro Carlo Goldoni                                                        | Ravenna            | 44° 24′ 59″ N, 11° 58′ 41″ E / 44.41639°N,11.97806°E           |        |        |
| Brisighella              | Palazzo Comunale                                                            | Ravenna            | 44° 13′ 26″ N, 11° 46′ 22″ E / 44.22389°N,11.77278°E           |        |        |
| Brisighella              | Torre dell'orologio (rellotge SE)                                           | Ravenna            | 44° 13′ 27″ N, 11° 46′ 25″ E / 44.22417°N,11.77361°E           |        |        |
| Brisighella              | Torre dell'orologio (rellotge SO)                                           | Ravenna            | 44° 13′ 27″ N, 11° 46′ 25″ E / 44.22417°N,11.77361°E           |        |        |
| Faenza                   | Pati d'una casa privada                                                     | Ravenna            |                                                                |        |        |
| Faenza                   | Pati del Seminari Vell                                                      | Ravenna            | 44° 17′ 09″ N, 11° 53′ 08″ E / 44.28583°N,11.88556°E           |        |        |
| Faenza                   | Teatro comunale Angelo Masini (a l'intern)                                  | Ravenna            | 44° 17′ 08.5″ N, 11° 52′ 56″ E / 44.285694°N,11.88222°E        |        |        |
| Pieve Saliceto Gualtieri | Chiesa Santissima Annunziata                                                | Reggio de l'Emília | 44° 54′ 02″ N, 10° 35′ 37″ E / 44.90056°N,10.59361°E           |        |        |
| Sassofeltrio             | Quadrant exposat en un parc públic                                          | Rímini             | 43° 53′ 31″ N, 12° 30′ 35″ E / 43.89194°N,12.50972°E           |        |        |

### Friuli-Venezia-Giulia (1)
| Ciutat/Poble | Lloc                | Província | Coordenades                                          | Foto 1 | Foto 2 |
| ------------ | ------------------- | --------- | ---------------------------------------------------- | ------ | ------ |
| Spilimbergo  | Chiesa di San Rocco | Pordenone | 46° 06′ 41″ N, 12° 53′ 56″ E / 46.11139°N,12.89889°E |        |        |

### Laci (67)
| Ciutat/Poble               | Lloc                                                               | Província | Coordenades                                                  | Foto 1 | Foto 2 |
| -------------------------- | ------------------------------------------------------------------ | --------- | ------------------------------------------------------------ | ------ | ------ |
| Acquafondata               | Església de San Giovanni Battista                                  | Frosinone | 41° 32′ 36″ N, 13° 57′ 13″ E / 41.54333°N,13.95361°E         |        |        |
| Arpino                     | Plaça del Municipi, darrere de l'església de San Michele Arcangelo | Frosinone | 41° 38′ 53.3″ N, 13° 36′ 37″ E / 41.648139°N,13.61028°E      |        |        |
| Castro dei Volsci          | Torre dell'orologio                                                | Frosinone | 41° 30′ 32.5″ N, 13° 24′ 23″ E / 41.509028°N,13.40639°E      |        |        |
| Collepardo                 | Certosa di Trisulti (2 rellotges)                                  | Frosinone | 41° 46′ 47″ N, 13° 23′ 53″ E / 41.77972°N,13.39806°E         |        |        |
| Collepardo                 | Piazza della Libertà, darrere de l'Església de San Salvatore       | Frosinone | 41° 45′ 41.5″ N, 13° 22′ 05″ E / 41.761528°N,13.36806°E      |        |        |
| Filettino                  | Església de Santa Maria Assunta                                    | Frosinone | 41° 53′ 22″ N, 13° 19′ 28″ E / 41.88944°N,13.32444°E         |        |        |
| Fumone                     | Chiesa collegiata di Santa Maria Annunziata                        | Frosinone | 41° 43′ 40.8″ N, 13° 17′ 26.7″ E / 41.728000°N,13.290750°E   |        |        |
| Isola del Liri             | Castello Boncompagni Viscogliosi                                   | Frosinone | 41° 40′ 49″ N, 13° 34′ 27″ E / 41.68028°N,13.57417°E         |        |        |
| Veroli                     | Concatedral de Sant’Andrea (a l'intern, sobre el cor)              | Frosinone | 41° 41′ 27″ N, 13° 25′ 03.5″ E / 41.69083°N,13.417639°E      |        |        |
| Vico nel Lazio             | Torre cívica darrere de l'església di San Michele Arcangelo        | Frosinone | 41° 46′ 38″ N, 13° 20′ 32.6″ E / 41.77722°N,13.342389°E      |        |        |
| Villa Santo Stefano        | Església de Santa Maria Assunta                                    | Frosinone | 41° 31′ 00.2″ N, 13° 18′ 30.7″ E / 41.516722°N,13.308528°E   |        |        |
| Prossedi                   | Davant de la porta d'accés al centre històric                      | Latina    | 41° 31′ 00.4″ N, 13° 15′ 44″ E / 41.516778°N,13.26222°E      |        |        |
| Prossedi                   | Darrere de la porta d'accés al centre històric                     | Latina    | 41° 31′ 00.4″ N, 13° 15′ 44″ E / 41.516778°N,13.26222°E      |        |        |
| San Felice Circeo          | Torre dels Templers (Piazza Vittorio Veneto)                       | Latina    | 41° 13′ 59.7″ N, 13° 15′ 44″ E / 41.233250°N,13.26222°E      |        |        |
| Rieti                      | Casa privada a Via del Mattonato 28                                | Rieti     | 42° 24′ 04″ N, 12° 51′ 44″ E / 42.40111°N,12.86222°E         |        |        |
| Borgo Velino               | Església de San Matteo                                             | Rieti     | 42° 24′ 21.2″ N, 13° 03′ 35.2″ E / 42.405889°N,13.059778°E   |        |        |
| Casperia                   | Porta Santa Maria                                                  | Rieti     | 42° 20′ 23.15″ N, 12° 40′ 15.5″ E / 42.3397639°N,12.670972°E |        |        |
| Santa Rufina (Cittaducale) | Església del Santissimo Sacramento                                 | Rieti     | 42° 24′ 30″ N, 12° 55′ 56.2″ E / 42.40833°N,12.932278°E      |        |        |
| Collalto Sabino            | Torre dell'orologio (castell)                                      | Rieti     | 42° 08′ 13.8″ N, 13° 02′ 54.4″ E / 42.137167°N,13.048444°E   |        |        |
| Contigliano                | Collegiata di San Michele Arcangelo                                | Rieti     | 42° 24′ 34″ N, 12° 45′ 59″ E / 42.40944°N,12.76639°E         |        |        |
| Fara in Sabina             | Casa Rural (agriturismo) Santo Pietro                              | Rieti     | 42° 12′ 14.6″ N, 12° 42′ 34″ E / 42.204056°N,12.70944°E      |        |        |
| Poggio Mirteto             | Torre dell'orologio: Rellotge 1                                    | Rieti     | 42° 15′ 52.4″ N, 12° 40′ 58.2″ E / 42.264556°N,12.682833°E   |        |        |
| Poggio Mirteto             | Torre dell'orologio: Rellotge 2                                    | Rieti     | 42° 15′ 52.4″ N, 12° 40′ 58.2″ E / 42.264556°N,12.682833°E   |        |        |
| San Polo Sabino (Tarano)   | Torre dell'Orologio                                                | Rieti     | 42° 20′ 01.7″ N, 12° 35′ 40.3″ E / 42.333806°N,12.594528°E   |        |        |
| Tarano                     | Església de Santa Maria Assunta                                    | Rieti     | 42° 21′ 22.4″ N, 12° 35′ 44″ E / 42.356222°N,12.59556°E      |        |        |
| Allumiere                  | Torre del Palazzo Camerale                                         | Roma      | 42° 09′ 23″ N, 11° 54′ 05″ E / 42.15639°N,11.90139°E         |        |        |
| Anticoli Corrado           | Església de Santa Vittoria                                         | Roma      | 42° 00′ 37.2″ N, 12° 59′ 17.5″ E / 42.010333°N,12.988194°E   |        |        |
| Campagnano di Roma         | Col·legiata de San Giovanni Battista                               | Roma      | 42° 08′ 31.8″ N, 12° 23′ 02.5″ E / 42.142167°N,12.384028°E   |        |        |
| Canterano                  | Església de Santa Maria e San Mauro                                | Roma      | 41° 56′ 32.4″ N, 13° 02′ 14.5″ E / 41.942333°N,13.037361°E   |        |        |
| Capena                     | Torre dell'Orologio                                                | Roma      | 42° 08′ 30.2″ N, 12° 32′ 12.3″ E / 42.141722°N,12.536750°E   |        |        |
| Casape                     | Església del Castello Baronale                                     | Roma      | 41° 54′ 23.4″ N, 12° 53′ 06″ E / 41.906500°N,12.88500°E      |        |        |
| Castel di Decima           | Castello di Decima                                                 | Roma      | 41° 45′ 20″ N, 12° 26′ 20″ E / 41.75556°N,12.43889°E         |        |        |
| Castel Gandolfo            | Palau Pontifici                                                    | Roma      | 41° 44′ 48.6″ N, 12° 39′ 01″ E / 41.746833°N,12.65028°E      |        |        |
| Castel Madama              | Castell Orsini                                                     | Roma      | 41° 58′ 39.5″ N, 12° 52′ 10.6″ E / 41.977639°N,12.869611°E   |        |        |
| Cave                       | Ajuntament                                                         | Roma      | 41° 49′ 03″ N, 12° 55′ 43″ E / 41.81750°N,12.92861°E         |        |        |
| Cervara di Roma            | Església de Maria Santissima della Visitazione                     | Roma      | 41° 59′ 18.8″ N, 13° 04′ 02″ E / 41.988556°N,13.06722°E      |        |        |
| Cerveteri                  | Torre Civica: Rellotge 1                                           | Roma      | 41° 59′ 55″ N, 12° 05′ 56.7″ E / 41.99861°N,12.099083°E      |        |        |
| Cerveteri                  | Torre Civica: Rellotge 2                                           | Roma      | 41° 59′ 55″ N, 12° 05′ 56.7″ E / 41.99861°N,12.099083°E      |        |        |
| Formello                   | Santuario della Madonna del Sorbo                                  | Roma      | 42° 06′ 19″ N, 12° 24′ 00″ E / 42.10528°N,12.40000°E         |        |        |
| Frascati                   | Catedral de San Pietro, torre esquerra: Rellotge 1                 | Roma      | 41° 48′ 29″ N, 12° 40′ 51.4″ E / 41.80806°N,12.680944°E      |        |        |
| Frascati                   | Catedral de San Pietro, torre esquerra: Rellotge 2                 | Roma      | 41° 48′ 29″ N, 12° 40′ 51.4″ E / 41.80806°N,12.680944°E      |        |        |
| Genazzano                  | Església de San Nicola di Bari                                     | Roma      | 41° 50′ 03.7″ N, 12° 58′ 24.6″ E / 41.834361°N,12.973500°E   |        |        |
| Guidonia Montecelio        | Claustre de l'ex Convent di San Michele Arcangelo                  | Roma      | 42° 01′ 08″ N, 12° 44′ 30″ E / 42.01889°N,12.74167°E         |        |        |
| Magliano Sabina            | Catedral de San Liberatore                                         | Roma      | 42° 21′ 36″ N, 12° 28′ 54″ E / 42.36000°N,12.48167°E         |        |        |
| Monte Porzio Catone        | Catedral de San Gregorio Magno: Rellotge 1                         | Roma      | 41° 48′ 58″ N, 12° 42′ 51.3″ E / 41.81611°N,12.714250°E      |        |        |
| Monte Porzio Catone        | Catedral de San Gregorio Magno: Rellotge 2                         | Roma      | 41° 48′ 58″ N, 12° 42′ 51.3″ E / 41.81611°N,12.714250°E      |        |        |
| Monte Porzio Catone        | Villa Lucidi                                                       | Roma      | 41° 48′ 46.5″ N, 12° 42′ 30.5″ E / 41.812917°N,12.708472°E   |        |        |
| Nerola                     | Castell Orsini                                                     | Roma      | 42° 09′ 44″ N, 12° 47′ 13″ E / 42.16222°N,12.78694°E         |        |        |
| Palombara Sabina           | Església del convent de Sant Francesc (intern)                     | Roma      | 42° 03′ 01″ N, 12° 46′ 12″ E / 42.05028°N,12.77000°E         |        |        |
| Rignano Flaminio           | Chiesa dei santi Vincenzo e Anastasio                              | Roma      | 42° 12′ 25″ N, 12° 29′ 08″ E / 42.20694°N,12.48556°E         |        |        |
| Rocca Santo Stefano        | Església de Santa Maria Assunta                                    | Roma      | 41° 54′ 39″ N, 13° 01′ 30″ E / 41.91083°N,13.02500°E         |        |        |
| San Gregorio da Sassola    | Església de San Sebastiano                                         | Roma      | 41° 55′ 05.3″ N, 12° 52′ 21.3″ E / 41.918139°N,12.872583°E   |        |        |
| Santa Maria di Galeria     | Torre dell'orologio: Rellotge 1                                    | Roma      | 42° 01′ 20.7″ N, 12° 19′ 00.8″ E / 42.022417°N,12.316889°E   |        |        |
| Santa Maria di Galeria     | Torre dell'orologio: Rellotge 2                                    | Roma      | 42° 01′ 20.7″ N, 12° 19′ 00.8″ E / 42.022417°N,12.316889°E   |        |        |
| Segni                      | Concatedral de Santa Maria Assunta                                 | Roma      | 41° 41′ 34.3″ N, 13° 01′ 23.6″ E / 41.692861°N,13.023222°E   |        |        |
| Subiaco                    | Torre Abacial de dels Borgia (2 rellotges)                         | Roma      | 41° 55′ 33.6″ N, 13° 05′ 40.4″ E / 41.926000°N,13.094556°E   |        |        |
| Subiaco                    | Església de Sant’Andrea apostolo                                   | Roma      | 41° 55′ 26.6″ N, 13° 05′ 47″ E / 41.924056°N,13.09639°E      |        |        |
| Subiaco                    | Església de Sant’Andrea apostolo (intern)                          | Roma      | 41° 55′ 26.6″ N, 13° 05′ 47″ E / 41.924056°N,13.09639°E      |        |        |
| Calcata Vecchia            | Campanar del Castell Baronale                                      | Viterbo   | 42° 12′ 59.9″ N, 12° 25′ 10″ E / 42.216639°N,12.41944°E      |        |        |
| Canepina                   | Museo delle tradizioni popolari (intern)                           | Viterbo   | 42° 22′ 53.5″ N, 12° 13′ 49″ E / 42.381528°N,12.23028°E      |        |        |
| Canepina                   | Torre del Palauet Farnese (ajuntament)                             | Viterbo   | 42° 22′ 51.6″ N, 12° 14′ 01″ E / 42.381000°N,12.23361°E      |        |        |
| Caprarola                  | Palau Farnese                                                      | Viterbo   | 42° 19′ 42.4″ N, 12° 14′ 14.6″ E / 42.328444°N,12.237389°E   |        |        |
| Grotte di Castro           | Església de San Pietro Apostolo                                    | Viterbo   | 42° 40′ 28″ N, 11° 52′ 22″ E / 42.67444°N,11.87278°E         |        |        |
| Sutri                      | Església de San Silvestro                                          | Viterbo   | 42° 14′ 32.8″ N, 12° 13′ 22″ E / 42.242444°N,12.22278°E      |        |        |
| Vallerano                  | Església de San Vittore                                            | Viterbo   | 42° 23′ 7.27″ N, 12° 15′ 55″ E / 42.3853528°N,12.26528°E     |        |        |

### Roma (22)
| Lloc                                                                       | Barri             | Coordenades                                                | Foto 1 | Foto 2 |
| -------------------------------------------------------------------------- | ----------------- | ---------------------------------------------------------- | ------ | ------ |
| Basílica de Sant Pere del Vaticà (intern)                                  | Ciutat del Vaticà | 41° 54′ 09″ N, 12° 27′ 22″ E / 41.90250°N,12.45611°E       |        |        |
| Església de Santa Maria dell'Orto                                          | Trastevere        | 41° 53′ 12″ N, 12° 28′ 29.7″ E / 41.88667°N,12.474917°E    |        |        |
| Basílica de Santa Maria in Montesanto                                      | Camp de Mart      | 41° 54′ 36″ N, 12° 28′ 34.5″ E / 41.91000°N,12.476250°E    |        |        |
| Basílica de Sant'Agostino in Campo Marzio (sagristia)                      | Camp de Mart      | 41° 54′ 36″ N, 12° 28′ 34.5″ E / 41.91000°N,12.476250°E    |        |        |
| Església de Sant'Andrea al Quirinal (sagristia)                            | Monti             | 41° 54′ 03.5″ N, 12° 29′ 21.5″ E / 41.900972°N,12.489306°E |        |        |
| Basílica de Sant'Andrea delle Fratte (claustre)                            | Colonna           | 41° 54′ 12.5″ N, 12° 29′ 02.4″ E / 41.903472°N,12.484000°E |        |        |
| Església de Santa Maria Maddalena - Claustre del Monestir dels Camilliani  | Colonna           | 41° 54′ 01.3″ N, 12° 28′ 37.3″ E / 41.900361°N,12.477028°E |        |        |
| Església de Santa Maria Immacolata a via Veneto (Cementiri dels Caputxins) | Ludovisi          | 41° 54′ 17.4″ N, 12° 29′ 18″ E / 41.904833°N,12.48833°E    |        |        |
| Collegio Romano                                                            | Pigna             | 41° 53′ 52.8″ N, 12° 28′ 49.5″ E / 41.898000°N,12.480417°E |        |        |
| Hospital del Sant Esperit a Saxia                                          | Borgo             | 41° 54′ 04.5″ N, 12° 27′ 41.5″ E / 41.901250°N,12.461528°E |        |        |
| Palau Boncompagni Cerasi (Via del Babuino 51)                              | Camp de Mart      | 41° 54′ 30.9″ N, 12° 28′ 44″ E / 41.908583°N,12.47889°E    |        |        |
| Palazzo dei Penitenzieri (Via della Conciliazione 139-148)                 | Borgo             | 41° 54′ 06.5″ N, 12° 27′ 39.7″ E / 41.901806°N,12.461028°E |        |        |
| Palau del Quirinal                                                         | Monti             | 41° 54′ 01.5″ N, 12° 29′ 11″ E / 41.900417°N,12.48639°E    |        |        |
| Palau Rondinini al Corso (Via del Corso 518-519, cortile)                  | Camp de Mart      | 41° 54′ 32″ N, 12° 28′ 36.5″ E / 41.90889°N,12.476806°E    |        |        |
| Palau Sant’Apollinare (Piazza Sant’Apollinare)                             | Ponte             | 41° 54′ 03″ N, 12° 28′ 23.5″ E / 41.90083°N,12.473194°E    |        |        |
| Basílica de Sant'Apollinare (sagristia)                                    | Ponte             | 41° 54′ 03″ N, 12° 28′ 23.5″ E / 41.90083°N,12.473194°E    |        |        |
| Església de San Gregorio Nazianzeno                                        | Camp de Mart      | 41° 54′ 07″ N, 12° 28′ 36″ E / 41.90194°N,12.47667°E       |        |        |
| Villa Torlonia                                                             | Nomentano         | 41° 54′ 47″ N, 12° 30′ 39.5″ E / 41.91306°N,12.510972°E    |        |        |
| Palau Episcopal de Porto, Via Portuense (Fiumicino)                        |                   | 41° 46′ 33.2″ N, 12° 15′ 43.4″ E / 41.775889°N,12.262056°E |        |        |
| Casa privada a Via Portuense, Largo dei Volontari del sangue               |                   | 41° 51′ 43.5″ N, 12° 27′ 10.6″ E / 41.862083°N,12.452944°E |        |        |
| Sant Andrea della Valle (Sagristia)                                        | Sant Eustaqui     | 41° 53′ 48″ N, 12° 28′ 28″ E / 41.89667°N,12.47444°E       |        |        |
| Villa Albani                                                               | Pinciano          | 41° 54′ 53″ N, 12° 30′ 05″ E / 41.91472°N,12.50139°E       |        |        |

### Llombardia (8)
| Ciutat/Poble                      | Lloc                            | Província | Coordenades                                            | Foto 1 | Foto 2 |
| --------------------------------- | ------------------------------- | --------- | ------------------------------------------------------ | ------ | ------ |
| Bergamo                           | Museo donizettiano              | Bèrgam    | 45° 42′ 12″ N, 09° 39′ 39″ E / 45.70333°N,9.66083°E    |        |        |
| Bergamo                           | Pia Casa d'Industria            | Bèrgam    | 45° 42′ 20″ N, 09° 39′ 43″ E / 45.70556°N,9.66194°E    |        |        |
| Cerete                            | Chiesa dell'Annunciata          | Bèrgam    | 45° 52′ 01″ N, 09° 59′ 43″ E / 45.86694°N,9.99528°E    |        |        |
| Chiuduno                          | Chiesa di San Michele           | Bèrgam    | 45° 39′ 09″ N, 09° 50′ 51″ E / 45.65250°N,9.84750°E    |        |        |
| Padergnone (Zanica)               | Pati de la Vil·la de Padergnone | Bèrgam    | 45° 38′ 58.2″ N, 09° 42′ 14″ E / 45.649500°N,9.70389°E |        |        |
| San Giovanni Bianco (Pianca)      | Chiesa di Sant'Antonio          | Bèrgam    | 45° 53′ 44″ N, 09° 38′ 04″ E / 45.89556°N,9.63444°E    |        |        |
| Vilminore di Scalve (Pianezza)    | Església de San Lorenzo         | Bèrgam    | 46° 00′ 02″ N, 10° 04′ 59″ E / 46.00056°N,10.08306°E   |        |        |
| Vilminore di Scalve (Sant'Andrea) | Església de Sant'Andrea         | Bèrgam    | 45° 59′ 37″ N, 10° 06′ 13″ E / 45.99361°N,10.10361°E   |        |        |

### Marques (44)
| Ciutat/Poble                         | Lloc                                              | Província       | Coordenades                                                    | Foto 1 | Foto 2 |
| ------------------------------------ | ------------------------------------------------- | --------------- | -------------------------------------------------------------- | ------ | ------ |
| Ancona                               | Palazzo degli Anziani                             | Ancona          | 43° 37′ 21.34″ N, 13° 30′ 40″ E / 43.6225944°N,13.51111°E      |        |        |
| Ancona                               | Palazzo degli Anziani (rellotge intern)           | Ancona          | 43° 37′ 21.34″ N, 13° 30′ 40″ E / 43.6225944°N,13.51111°E      |        |        |
| Ancona                               | Domus Stella Maris                                | Ancona          | 43° 36′ 33″ N, 13° 26′ 40″ E / 43.60917°N,13.44444°E           |        |        |
| Candia di Ancona                     | Villa Favorita                                    | Ancona          | 43° 34′ 03″ N, 13° 30′ 31″ E / 43.56750°N,13.50861°E           |        |        |
| Palazzo (frazione di Arcevia)]       | Chiesa dei Santi Settimio e Stefano               | Ancona          | 43° 32′ 10.5″ N, 12° 55′ 16.5″ E / 43.536250°N,12.921250°E     |        |        |
| Chiaravalle                          | Abadia de Santa Maria in Castagnola - Rellotge SO | Ancona          | 43° 36′ 01.13″ N, 13° 19′ 34.54″ E / 43.6003139°N,13.3262611°E |        |        |
| Chiaravalle                          | Abadia de Santa Maria in Castagnola - Rellotge NE | Ancona          | 43° 36′ 01.13″ N, 13° 19′ 34.54″ E / 43.6003139°N,13.3262611°E |        |        |
| Cupramontana                         | Eremo delle Grotte (o dei frati Bianchi)          | Ancona          | 43° 27′ 23.6″ N, 13° 05′ 47″ E / 43.456556°N,13.09639°E        |        |        |
| Falconara Marittima                  | Castell de Rocca Priora - Rellotge extern         | Ancona          | 43° 38′ 27.7″ N, 13° 21′ 59.4″ E / 43.641028°N,13.366500°E     |        |        |
| Falconara Marittima                  | Castell de Rocca Priora - Rellotge intern         | Ancona          | 43° 38′ 27.7″ N, 13° 21′ 59.4″ E / 43.641028°N,13.366500°E     |        |        |
| Gallignano                           | Porta d'entrada al centre històric                | Ancona          | 43° 33′ 44″ N, 13° 25′ 25.3″ E / 43.56222°N,13.423694°E        |        |        |
| Jesi                                 | Catedral de San Settimio (campanar)               | Ancona          | 43° 31′ 28.7″ N, 13° 14′ 45″ E / 43.524639°N,13.24583°E        |        |        |
| Jesi                                 | Catedral de San Settimio (intern)                 | Ancona          | 43° 31′ 28.7″ N, 13° 14′ 45″ E / 43.524639°N,13.24583°E        |        |        |
| Loreto                               | Santa Casa de Loreto                              | Ancona          | 43° 26′ 28″ N, 13° 36′ 36″ E / 43.44111°N,13.61000°E           |        |        |
| Montemarciano                        | Chiesa di San Pietro Apostolo                     | Ancona          | 43° 38′ 23″ N, 13° 18′ 35″ E / 43.63972°N,13.30972°E           |        |        |
| Monterado                            | Castell de Monterado                              | Ancona          | 43° 41′ 53″ N, 13° 05′ 30″ E / 43.69806°N,13.09167°E           |        |        |
| Acquasanta Terme                     | Chiesa di San Giovanni Battista                   | Ascoli Piceno   | 42° 46′ 10.2″ N, 13° 24′ 37.3″ E / 42.769500°N,13.410361°E     |        |        |
| Monte San Pietrangeli                | Església de San Francesco                         | Fermo           | 43° 11′ 31.7″ N, 13° 34′ 39″ E / 43.192139°N,13.57750°E        |        |        |
| Caldarola                            | Collegiata di San Martino                         | Macerata        | 43° 08′ 17″ N, 13° 13′ 35″ E / 43.13806°N,13.22639°E           |        |        |
| Monte San Martino                    | Chiesa di San Martino Vescovo - Rellotge NE       | Macerata        | 43° 01′ 55.4″ N, 13° 26′ 14.6″ E / 43.032056°N,13.437389°E     |        |        |
| Monte San Martino                    | Chiesa di San Martino Vescovo - Rellotge NO       | Macerata        | 43° 01′ 55.4″ N, 13° 26′ 14.6″ E / 43.032056°N,13.437389°E     |        |        |
| Monte San Martino                    | Chiesa di San Martino Vescovo - Rellotge SE       | Macerata        | 43° 01′ 55.4″ N, 13° 26′ 14.6″ E / 43.032056°N,13.437389°E     |        |        |
| Monte San Martino                    | Chiesa di San Martino Vescovo - Rellotge SO       | Macerata        | 43° 01′ 55.4″ N, 13° 26′ 14.6″ E / 43.032056°N,13.437389°E     |        |        |
| Porto Recanati                       | Chiesa del Preziosissimo Sangue                   | Macerata        | 43° 25′ 56″ N, 13° 39′ 53.5″ E / 43.43222°N,13.664861°E        |        |        |
| Potenza Picena                       | Villa Buonaccorsi                                 | Macerata        | 43° 21′ 25″ N, 13° 40′ 07″ E / 43.35694°N,13.66861°E           |        |        |
| San Severino Marche                  | Torre dell'Orologio (Església de la Misericordia) | Macerata        | 43° 13′ 44.5″ N, 13° 10′ 46.2″ E / 43.229028°N,13.179500°E     |        |        |
| Tolentino                            | Torre degli orologi                               | Macerata        | 43° 12′ 32″ N, 13° 17′ 04″ E / 43.20889°N,13.28444°E           |        |        |
| Ussita                               | Chiesa di Santa Maria Assunta                     | Macerata        | 42° 56′ 39.7″ N, 13° 08′ 13″ E / 42.944361°N,13.13694°E        |        |        |
| Visso                                | Santuario di Macereto                             | Macerata        | 42° 58′ 34″ N, 13° 06′ 56″ E / 42.97611°N,13.11556°E           |        |        |
| Cagli                                | Església de San Domenico (intern)                 | Pesaro i Urbino | 43° 32′ 54″ N, 12° 39′ 02″ E / 43.54833°N,12.65056°E           |        |        |
| Cartoceto                            | Torre dell'Orologio                               | Pesaro i Urbino | 43° 46′ 05″ N, 12° 52′ 58″ E / 43.76806°N,12.88278°E           |        |        |
| Cantiano                             | Església col·legiata de San Giovanni Battista     | Pesaro i Urbino | 43° 28′ 24″ N, 12° 37′ 41″ E / 43.47333°N,12.62806°E           |        |        |
| Fano                                 | Santuari de la Madonna del Ponte                  | Pesaro i Urbino | 43° 49′ 43.8″ N, 13° 02′ 58″ E / 43.828833°N,13.04944°E        |        |        |
| Macerata Feltria                     | Torre cívica del Castell - Rellotge NE            | Pesaro i Urbino | 43° 48′ 19″ N, 12° 26′ 44″ E / 43.80528°N,12.44556°E           |        |        |
| Macerata Feltria                     | Torre cívica del Castell - Rellotge SO            | Pesaro i Urbino | 43° 48′ 19″ N, 12° 26′ 44″ E / 43.80528°N,12.44556°E           |        |        |
| Montebello (Orciano di Pesaro)       | Chiesa di Sant'Anna                               | Pesaro i Urbino | 43° 42′ 30″ N, 12° 54′ 43″ E / 43.70833°N,12.91194°E           |        |        |
| Orciano di Pesaro                    | Torre cívica                                      | Pesaro i Urbino | 43° 41′ 18.3″ N, 12° 57′ 53.5″ E / 43.688417°N,12.964861°E     |        |        |
| Pesaro                               | Església de Sant Agustí (intern)                  | Pesaro i Urbino | 43° 54′ 41.5″ N, 12° 54′ 38″ E / 43.911528°N,12.91056°E        |        |        |
| Pesaro                               | Església de Sant Joan Baptista (intern)           | Pesaro i Urbino | 43° 54′ 34″ N, 12° 54′ 24″ E / 43.90944°N,12.90667°E           |        |        |
| Pesaro                               | Villa Caprile - Grotta del Diavolo                | Pesaro i Urbino | 43° 54′ 45″ N, 12° 52′ 53″ E / 43.91250°N,12.88139°E           |        |        |
| San Lorenzo in Campo                 | Palazzo della Rovere - Rellotge NE                | Pesaro i Urbino | 43° 36′ 16.4″ N, 12° 56′ 42.3″ E / 43.604556°N,12.945083°E     |        |        |
| San Lorenzo in Campo                 | Palazzo della Rovere - Rellotge SO                | Pesaro i Urbino | 43° 36′ 16.4″ N, 12° 56′ 42.3″ E / 43.604556°N,12.945083°E     |        |        |
| Sant'Angelo in Lizzola (Vallefoglia) | Chiesa di San Michele Arcangelo                   | Pesaro i Urbino | 43° 49′ 38″ N, 12° 48′ 09″ E / 43.82722°N,12.80250°E           |        |        |
| Calduca di Urbino                    | Casa pairal                                       | Pesaro i Urbino | 43° 46′ 56″ N, 12° 40′ 20.5″ E / 43.78222°N,12.672361°E        |        |        |

### Molise (10)
| Ciutat/Poble                      | Lloc                                  | Província  | Coordenades                                                | Foto 1 | Foto 2 |
| --------------------------------- | ------------------------------------- | ---------- | ---------------------------------------------------------- | ------ | ------ |
| Cercemaggiore                     | Universitat a la Casa dei Cirelli     | Campobasso | 41° 27′ 39″ N, 14° 43′ 14″ E / 41.46083°N,14.72056°E       |        |        |
| Montemitro                        | Campanar de l'Església de Santa Lucia | Campobasso | 41° 53′ 25″ N, 14° 38′ 43.4″ E / 41.89028°N,14.645389°E    |        |        |
| Castel San Vincenzo               | Església de Santo Stefano             | Isernia    | 41° 39′ 21.3″ N, 14° 03′ 55.5″ E / 41.655917°N,14.065417°E |        |        |
| Forlì del Sannio                  | Església de San Biagio                | Isernia    | 41° 41′ 44.7″ N, 14° 10′ 39″ E / 41.695750°N,14.17750°E    |        |        |
| Pizzone                           | Església de San Nicola di Bari        | Isernia    | 41° 40′ 02.1″ N, 14° 02′ 06.1″ E / 41.667250°N,14.035028°E |        |        |
| Roccapipirozzi                    | Església de Santa Maria Assunta       | Isernia    | 41° 26′ 15″ N, 14° 02′ 00″ E / 41.43750°N,14.03333°E       |        |        |
| Rocchetta a Volturno              | Església de Santa Maria Assunta       | Isernia    | 41° 37′ 41.8″ N, 14° 04′ 08″ E / 41.628278°N,14.06889°E    |        |        |
| Sant'Agapito                      | Església de San Nicola di Bari        | Isernia    | 41° 32′ 40.5″ N, 14° 13′ 23″ E / 41.544583°N,14.22306°E    |        |        |
| San Vittorino (Cerro al Volturno) | Capella de Sant Antoni Abat           | Isernia    | 41° 40′ 02″ N, 14° 06′ 16″ E / 41.66722°N,14.10444°E       |        |        |
| Castelpizzuto                     | Església de Sant Sebastià             | Isernia    | 41° 31′ 18.7″ N, 14° 17′ 30.7″ E / 41.521861°N,14.291861°E |        |        |

### Piemont (1)
| Ciutat/Poble | Lloc                                  | Província | Coordenades                                              | Foto 1 | Foto 2 |
| ------------ | ------------------------------------- | --------- | -------------------------------------------------------- | ------ | ------ |
| Cardè        | Església parroquial de Santa Caterina | Cuneo     | 44° 44′ 46.4″ N, 7° 28′ 41.7″ E / 44.746222°N,7.478250°E |        |        |

### Puglia (1)
| Ciutat/Poble | Lloc                                    | Província | Coordenades                                          | Foto 1 | Foto 2 |
| ------------ | --------------------------------------- | --------- | ---------------------------------------------------- | ------ | ------ |
| Bovino       | Torre dell'orologio del Castello Ducale | Foggia    | 41° 15′ 05″ N, 15° 20′ 21″ E / 41.25139°N,15.33917°E |        |        |

### Sicília (1)
| Ciutat/Poble | Lloc                            | Província | Coordenades                                             | Foto 1 | Foto 2 |
| ------------ | ------------------------------- | --------- | ------------------------------------------------------- | ------ | ------ |
| Caccamo      | Catedral de San Giorgio Martire | Palermo   | 37° 55′ 52.4″ N, 13° 39′ 40″ E / 37.931222°N,13.66111°E |        |        |

### Toscana (31)
| Ciutat/Poble                                 | Lloc                                                     | Província | Coordenades                                                  | Foto 1 | Foto 2 |
| -------------------------------------------- | -------------------------------------------------------- | --------- | ------------------------------------------------------------ | ------ | ------ |
| Arezzo                                       | Convitto Nazionale Vittorio Emanuele II                  | Arezzo    | 43° 27′ 57″ N, 11° 52′ 52″ E / 43.46583°N,11.88111°E         |        |        |
| Lucignano                                    | Palazzo Comunale                                         | Arezzo    | 43° 16′ 28.1″ N, 11° 44′ 47″ E / 43.274472°N,11.74639°E      |        |        |
| Prato di Strada (Castel San Niccolò)         | Pieve di San Giovanni Battista                           | Arezzo    | 43° 44′ 07.6″ N, 11° 41′ 37.1″ E / 43.735444°N,11.693639°E   |        |        |
| Rassina (Castel Focognano)                   | Ex Palazzo Comunale                                      | Arezzo    | 43° 39′ 07″ N, 11° 50′ 12″ E / 43.65194°N,11.83667°E         |        |        |
| Sant'Andrea di Sorbello (fracció de Cortona) | Castell de Sorbello - Sala de la Justícia                | Arezzo    | 43° 16′ 33″ N, 12° 11′ 56″ E / 43.27583°N,12.19889°E         |        |        |
| Stia                                         | Pieve di Santa Maria Assunta                             | Arezzo    | 43° 48′ 03.8″ N, 11° 42′ 23.8″ E / 43.801056°N,11.706611°E   |        |        |
| Castel San Niccolò (Strada in Casentino)     | Torre del Castell - Rellotge oest                        | Arezzo    | 43° 44′ 25″ N, 11° 42′ 23″ E / 43.74028°N,11.70639°E         |        |        |
| Castel San Niccolò (Strada in Casentino)     | Torre del Castell - Rellotge nord                        | Arezzo    | 43° 44′ 25″ N, 11° 42′ 23″ E / 43.74028°N,11.70639°E         |        |        |
| Florència                                    | Pati del Palau Arquebisbal                               | Florència | 43° 46′ 23″ N, 11° 15′ 15″ E / 43.77306°N,11.25417°E         |        |        |
| Cerreto Guidi                                | Pieve di San Leonardo                                    | Florència | 43° 45′ 32″ N, 10° 52′ 45″ E / 43.75889°N,10.87917°E         |        |        |
| Incisa in Val d'Arno                         | Església dels Sants Metges Cosme i Damià al Vivaio       | Florència | 43° 39′ 20″ N, 11° 26′ 54″ E / 43.65556°N,11.44833°E         |        |        |
| Pontassieve                                  | Villa Martelli di Gricigliano                            | Florència | 43° 48′ 15″ N, 11° 22′ 48″ E / 43.80417°N,11.38000°E         |        |        |
| Bolognana (Gallicano)                        | Església de Santa Margherita                             | Lucca     | 44° 02′ 27″ N, 10° 28′ 14″ E / 44.04083°N,10.47056°E         |        |        |
| Camaiore                                     | Pieve di Santo Stefano e San Giovanni Battista           | Lucca     | 43° 55′ 50.5″ N, 10° 19′ 42″ E / 43.930694°N,10.32833°E      |        |        |
| Capannori                                    | Vil·la Reial de Marlia                                   | Lucca     | 43° 53′ 59.5″ N, 10° 33′ 22.22″ E / 43.899861°N,10.5561722°E |        |        |
| Colognora di Pescaglia                       | Chiesa dei Santi Michele e Caterina                      | Lucca     | 43° 58′ 58.3″ N, 10° 27′ 46″ E / 43.982861°N,10.46278°E      |        |        |
| Fiano di Pescaglia                           | Torre davant l'Església de San Pietro apostolo           | Lucca     | 43° 56′ 26″ N, 10° 25′ 33″ E / 43.94056°N,10.42583°E         |        |        |
| Fornaro di Pescaglia                         | Església dels Sants Pietro e Paolo                       | Lucca     | 43° 57′ 56.4″ N, 10° 24′ 52″ E / 43.965667°N,10.41444°E      |        |        |
| Gombitelli (Camaiore)                        | Chiesa di San Michele Arcangelo                          | Lucca     | 43° 55′ 14″ N, 10° 22′ 29.4″ E / 43.92056°N,10.374833°E      |        |        |
| Pruno                                        | Chiesa di San Niccolò                                    | Lucca     | 44° 00′ 31.6″ N, 10° 18′ 36″ E / 44.008778°N,10.31000°E      |        |        |
| Calci                                        | Cartoixa de Calci (Porta d’entrada a la cel·la prioral   | Pisa      | 43° 43′ 19″ N, 10° 31′ 23″ E / 43.72194°N,10.52306°E         |        |        |
| Palaia (Itàlia)                              | Villa Saletta                                            | Pisa      | 43° 35′ 43″ N, 10° 44′ 04″ E / 43.59528°N,10.73444°E         |        |        |
| Pisa                                         | Claustre del Convent de San Matteo in Soarta             | Pisa      | 43° 42′ 51.2″ N, 10° 24′ 28″ E / 43.714222°N,10.40778°E      |        |        |
| Santa Croce sull'Arno                        | Villa Vettori Guerrini                                   | Pisa      | 43° 44′ 38″ N, 10° 45′ 11″ E / 43.74389°N,10.75306°E         |        |        |
| Baggio (Pistoia)                             | Chiesa di San Michele Arcangelo                          | Pistoia   | 43° 59′ 24.4″ N, 10° 57′ 48″ E / 43.990111°N,10.96333°E      |        |        |
| Fibbialla-Valleriana (Pescia)                | Chiesa di San Michele                                    | Pistoia   | 43° 56′ 50″ N, 10° 41′ 22″ E / 43.94722°N,10.68944°E         |        |        |
| Montecatini alto                             | Torre dell'orologio o del Carmine                        | Pistoia   | 43° 53′ 39.6″ N, 10° 47′ 23″ E / 43.894333°N,10.78972°E      |        |        |
| Montevettolini                               | Torre campanaria della Església de San Michele Arcangelo | Pistoia   | 43° 51′ 31″ N, 10° 50′ 46″ E / 43.85861°N,10.84611°E         |        |        |
| Sambuca Pistoiese                            | Església dels sants Giacomo e Cristoforo                 | Pistoia   | 44° 06′ 21″ N, 10° 59′ 42″ E / 44.10583°N,10.99500°E         |        |        |
| Prato                                        | Catedral de Santo Stefano                                | Prato     | 43° 52′ 56″ N, 11° 05′ 51″ E / 43.88222°N,11.09750°E         |        |        |
| Cetona                                       | Torre medieval a Piazza Garibaldi                        | Siena     | 42° 57′ 49.5″ N, 11° 54′ 02″ E / 42.963750°N,11.90056°E      |        |        |

### Úmbria (28)
| Ciutat/Poble                  | Lloc                                                           | Província | Coordenades                                                | Foto 1 | Foto 2 |
| ----------------------------- | -------------------------------------------------------------- | --------- | ---------------------------------------------------------- | ------ | ------ |
| Perusa                        | Basílica de San Pietro                                         | Perusa    | 43° 06′ 08″ N, 12° 23′ 43″ E / 43.10222°N,12.39528°E       |        |        |
| Cascia                        | Torre dell'orologio                                            | Perusa    | 42° 43′ 05″ N, 13° 00′ 48″ E / 42.71806°N,13.01333°E       |        |        |
| Fogliano (frazione di Cascia) | Chiesa di Sant'Ippolito                                        | Perusa    | 42° 43′ 57″ N, 13° 02′ 49″ E / 42.73250°N,13.04694°E       |        |        |
| Città di Castello             | Palazzo del Podestà                                            | Perusa    | 43° 27′ 27″ N, 12° 14′ 25″ E / 43.45750°N,12.24028°E       |        |        |
| Città di Castello             | Palazzo del Monte di Pietà                                     | Perusa    | 43° 27′ 24″ N, 12° 14′ 25″ E / 43.45667°N,12.24028°E       |        |        |
| Città di Castello             | Biblioteca del Seminario vescovile                             | Perusa    | 43° 27′ 36″ N, 12° 14′ 10″ E / 43.46000°N,12.23611°E       |        |        |
| Città di Castello             | Ex hospital (via Guglielmo Oberdan)                            | Perusa    | 43° 27′ 19″ N, 12° 14′ 22.2″ E / 43.45528°N,12.239500°E    |        |        |
| Città di Castello             | Hotel Villa San Donino                                         | Perusa    | 43° 25′ 22″ N, 12° 16′ 28.3″ E / 43.42278°N,12.274528°E    |        |        |
| Gualdo Tadino                 | Castello di Crocicchio                                         | Perusa    | 43° 16′ 10.3″ N, 12° 42′ 57.3″ E / 43.269528°N,12.715917°E |        |        |
| Monte Acuto - Umbertide       | Abadia de San Salvatore di Montecorona - Rellotge NE           | Perusa    | 43° 17′ 02″ N, 12° 21′ 20″ E / 43.28389°N,12.35556°E       |        |        |
| Monte Acuto - Umbertide       | Abadia de San Salvatore di Montecorona - Rellotge SO           | Perusa    | 43° 17′ 02″ N, 12° 21′ 20″ E / 43.28389°N,12.35556°E       |        |        |
| Canonica (Todi)               | Eremo di Sant'Angelo                                           | Perusa    | 42° 47′ 12″ N, 12° 21′ 00.5″ E / 42.78667°N,12.350139°E    |        |        |
| Pantalla (Todi)               | Castell de Pantalla                                            | Perusa    | 42° 52′ 29″ N, 12° 24′ 22″ E / 42.87472°N,12.40611°E       |        |        |
| San Giustino                  | Castell Bufalini - Rellotge NE                                 | Perusa    | 43° 32′ 56.8″ N, 12° 10′ 38.4″ E / 43.549111°N,12.177333°E |        |        |
| San Giustino                  | Castell Bufalini - Rellotge NO                                 | Perusa    | 43° 32′ 56.8″ N, 12° 10′ 38.4″ E / 43.549111°N,12.177333°E |        |        |
| San Giustino                  | Castell Bufalini - Rellotge SE                                 | Perusa    | 43° 32′ 56.8″ N, 12° 10′ 38.4″ E / 43.549111°N,12.177333°E |        |        |
| San Giustino                  | Castell Bufalini - Rellotge SO                                 | Perusa    | 43° 32′ 56.8″ N, 12° 10′ 38.4″ E / 43.549111°N,12.177333°E |        |        |
| Terraia (Spoleto)             | Villa Pianciani                                                | Perusa    | 42° 47′ 11.1″ N, 12° 41′ 41″ E / 42.786417°N,12.69472°E    |        |        |
| Amelia                        | Església de San Michele Arcangelo                              | Terni     | 42° 33′ 28.6″ N, 12° 24′ 39″ E / 42.557944°N,12.41083°E    |        |        |
| Casteldilago (Arrone)         | Església de San Valentino                                      | Terni     | 42° 34′ 43.6″ N, 12° 45′ 35″ E / 42.578778°N,12.75972°E    |        |        |
| Collescipoli                  | Col·legiata de Santa Maria Maggiore - Rellotge del campanar    | Terni     | 42° 32′ 12.3″ N, 12° 37′ 10.4″ E / 42.536750°N,12.619556°E |        |        |
| Collescipoli                  | Col·legiata de Santa Maria Maggiore - Rellotge de la sagristia | Terni     | 42° 32′ 12.3″ N, 12° 37′ 10.4″ E / 42.536750°N,12.619556°E |        |        |
| Narni                         | Cel·la dels condemnats per l'Inquisició (Narni Sotterranea)    | Terni     | 42° 31′ 12″ N, 12° 30′ 51.5″ E / 42.52000°N,12.514306°E    |        |        |
| Montoro (Narni)               | Castell de Montoro: Rellotge 1                                 | Terni     | 42° 30′ 18.5″ N, 12° 28′ 09″ E / 42.505139°N,12.46917°E    |        |        |
| Montoro (Narni)               | Castell de Montoro: Rellotge 2                                 | Terni     | 42° 30′ 18.5″ N, 12° 28′ 09″ E / 42.505139°N,12.46917°E    |        |        |
| Penna in Teverina             | Piazza San Valentino                                           | Terni     | 42° 29′ 38″ N, 12° 21′ 16″ E / 42.49389°N,12.35444°E       |        |        |
| San Gemini                    | Palazzo Pretorio                                               | Terni     | 42° 36′ 52″ N, 12° 32′ 50″ E / 42.61444°N,12.54722°E       |        |        |
| Torreorsina                   | Casino Manassei                                                | Terni     | 42° 34′ 19″ N, 12° 44′ 04.8″ E / 42.57194°N,12.734667°E    |        |        |

### Vèneto (1)
| Ciutat/Poble | Lloc                            | Província | Coordenades                                                | Foto 1 | Foto 2 |
| ------------ | ------------------------------- | --------- | ---------------------------------------------------------- | ------ | ------ |
| Venècia      | Palau Ducal, sala dell'Avogaria | Venècia   | 45° 26′ 02.4″ N, 12° 20′ 25.3″ E / 45.434000°N,12.340361°E |        |        |

### Austràlia (1)
| Ciutat/Poble | Lloc                                               | Coordenades                                            | Foto |
| ------------ | -------------------------------------------------- | ------------------------------------------------------ | ---- |
| Sydney       | Italian Forum Cultural Centre (Leichhardt, Sydney) | 33° 53′ 13″ S, 151° 09′ 31″ E / 33.88694°S,151.15861°E |      |

### Croàcia (1)
| Ciutat/Poble | Lloc                     | Coordenades                                                    | Foto |
| ------------ | ------------------------ | -------------------------------------------------------------- | ---- |
| Dubrovnik    | Església de Sant'Ignazio | 42° 38′ 22.21″ N, 18° 06′ 33.68″ E / 42.6395028°N,18.1093556°E |      |

### Portugal (2)
| Ciutat/Poble | Lloc                               | Coordenades                                         | Foto |
| ------------ | ---------------------------------- | --------------------------------------------------- | ---- |
| Mafra        | Palau de Mafra - Façana            | 38° 56′ 13″ N, 09° 19′ 39″ O / 38.93694°N,9.32750°O |      |
| Mafra        | Palau de Mafra - Jardí del convent | 38° 56′ 13″ N, 09° 19′ 39″ O / 38.93694°N,9.32750°O |      |